# Алькала (улица в Мадриде)
Улица Алькала́ (исп. Calle de Alcalá) — одна из главных транспортных артерий Мадрида и место большой деловой активности. Она тянется от центра к северо-восточной окраине города. Протяженность улицы — 10,5 км.

## Протяженность
Улица Алькала берет своё начало от площади Пуэрта-дель-Соль, символического нулевого километра всех дорог Испании и всех улиц Мадрида, и идет параллельно проспекту Амарики до проспекта Испанидад.
Эта улица — самая длинная в испанской столице. На ней расположены самые известные достопримечательности Мадрида: Пуэрта-дель-Соль, площадь Независимости, Ворота Алькала, Фонтан Сибелес и здание Banco de Bilbao. «Центральный» отрезок улицы заканчивается с пересечением ею мадридского транспортного кольца «М-30».
Второй отрезок улицы, пересекающий районы Сьюдад Линеаль и Сан Блас, в основном застроен жилыми домами, но также является сосредоточием коммерческой недвижимости (в основном, модных магазинов и торговых центров). Улица заканчивается в районе Сан-Блас, пересечением с шоссе «М-14» (проспект Испанидад).

## История
Улица Алькала также одна из старейших в Мадриде. Она продолжала строиться параллельно с развитием города и изменялась от эпохи к эпохе. Поэтому, в наши дни характеризуется отсутствием четкого городского планирования.
Первые очертания улица принимает в начале XV века, тогда на основе бывшей дороги, которая шла от, на тот момент, западной границы Мадрида, Пуэрта-дель-Соль. Дорога вела на восток, в Алькала-де-Энарес и далее в Арагон. Изначально улица носила имя «Оливковые рощи», так как пересекала заросли оливы. А когда королева Изабелла I приказала срубить рощу из-за огромного количества разбойников, промышлявших там, название потеряло свою актуальность.
Население города росло, особенно после того как Мадрид стал столицей Испании в XVI веке, и его центральные части стали застраиваться особняками аристократии и церквями, что окончательно превратило старую дорогу в городскую улицу.